# Juan Nepomuceno Zegrí y Moreno
Juan Nepomuceno Zegrí y Moreno, född 11 oktober 1831 i Granada, död 17 mars 1905 i Málaga, var en spansk romersk-katolsk präst och ordensgrundare av Vår Frus mercedariesystrar. Han vördas som salig inom Romersk-katolska kyrkan, med minnesdag den 17 mars.

### Webbkällor
- Pettiti, Gianpiero. ”Beato Giovanni Nepomuceno Zegrí y Moreno, fondatore” (på italienska). Santi e Beati. Arkiverad från originalet den 20 februari 2021. https://archive.md/PgJAw. Läst 20 februari 2021.
- ”Blessed Juan Nepomuceno Zegrí y Moreno” (på engelska). CatholicSaints.Info. Arkiverad från originalet den 20 februari 2021. https://archive.md/eBkVw. Läst 20 februari 2021.
- ”Juan Nepomuceno Zegrí y Moreno (1831–1905) – Priest, Founder of the Sisters of Charity of the Blessed Virgin Mary of Mercy” (på engelska). The Holy See. Arkiverad från originalet den 20 februari 2021. https://archive.md/vAEaY. Läst 20 februari 2021.